# Irene de Hesse-Darmstadt
Irene de Hesse y del Rin (Darmstadt, 11 de julio de 1866 - Hemmelmark, 11 de noviembre de 1953) fue la tercera hija del gran duque Luis IV de Hesse-Darmstadt y de la princesa Alicia del Reino Unido. Sus abuelos maternos fueron la reina Victoria del Reino Unido y el príncipe Alberto de Sajonia-Coburgo-Gotha, y los paternos el príncipe Carlos de Hesse-Darmstadt y la princesa Isabel de Prusia. Se casó con el príncipe Enrique, hermano del káiser Guillermo II de Alemania. Sus hermanos fueron Victoria de Hesse-Darmstadt, esposa de Luis de Battenberg; la gran duquesa Isabel, esposa del gran duque Sergio de Rusia; el gran duque Ernesto; y la emperatriz Alejandra, la última zarina de Rusia, esposa del zar Nicolás II.

## Primeros años

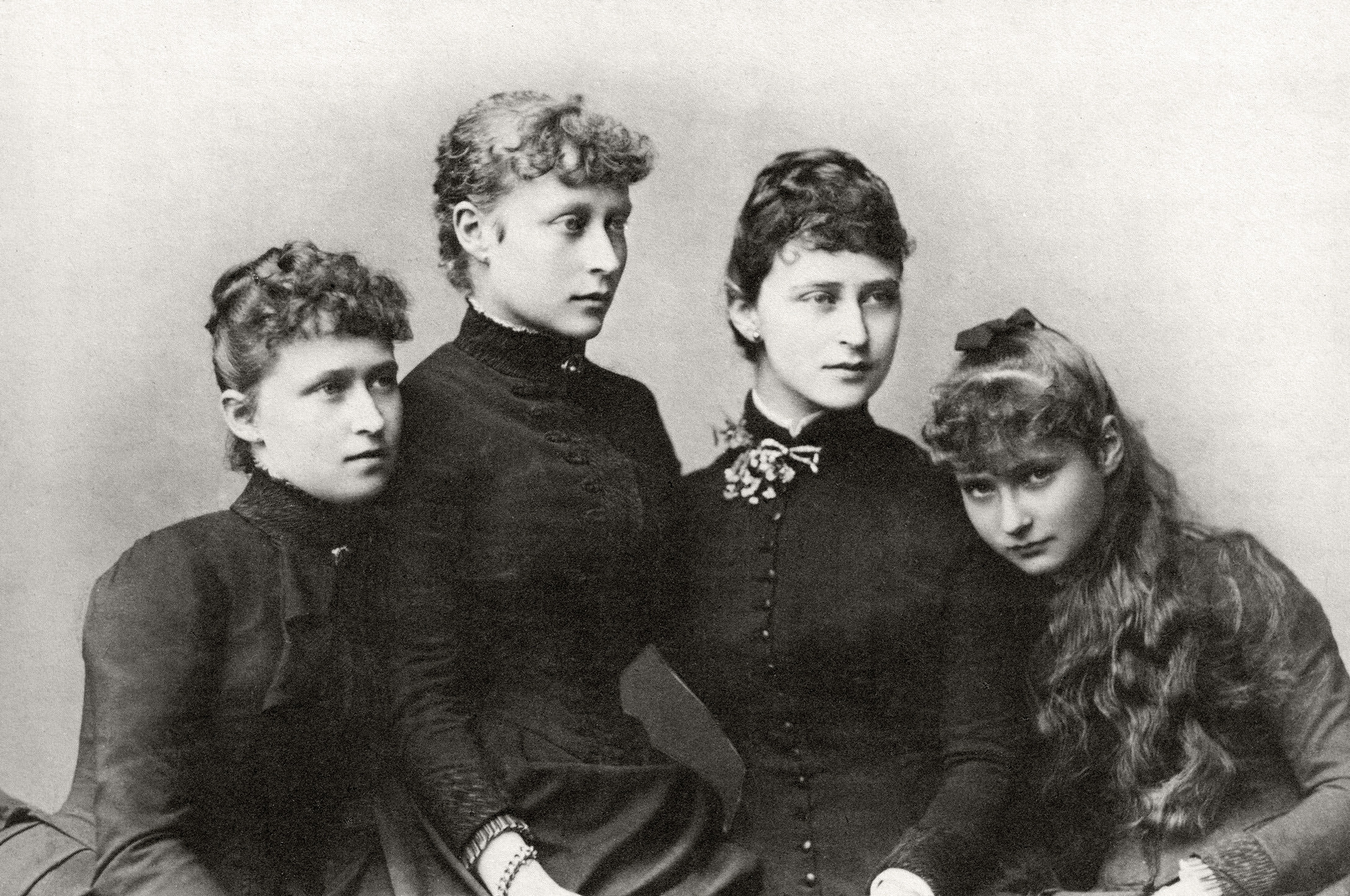
Las princesas Irene, Victoria, Isabel y Alejandra de Hesse, en 1885.

La princesa Irene, recibió su nombre del griego Ειρἠνη, que significa paz, ya que nació al finalizar la guerra austro-prusiana. La educación que recibió no distó mucho de la de sus hermanas, tuvo una niñera inglesa y comían comidas simples. Su madre, la princesa Alicia, decidió que debían aprender a realizar las tareas domésticas más básicas, como hacer la cama, cocinar y limpiar sus habitaciones. Además, les hizo hincapié en la caridad, por ello, a menudo llevaba a sus hijos a visitas hospitalarias y a organizaciones benéficas. Tal vez, el primer trauma de la princesa Irene fue en 1873, cuando su hermano Federico, hemofílico, cayó por una venta y se golpeó, muriendo a las pocas horas de una hemorragia cerebral. 
Unos años más tarde, en 1878, Irene y sus hermanos (a excepción de la princesa Isabel) enfermaron de difteria. Su hermana menor, María, falleció, y su madre también enfermó. Sabiendo que estaba en su lecho de muerte, la princesa Alicia ordenó redactar testamento dejando instrucciones sobre cómo educar a sus hijas. Murió de difteria el 14 de diciembre de 1878 y tras su muerte, la reina Victoria decidió hacerse cargo de la educación de sus nietos. Desde ese momento, la princesa Irene junto a sus hermanos se trasladaban una vez al año a Inglaterra.

## Matrimonio y descendencia
Irene se casó con el príncipe Enrique de Prusia, hijo de emperador Federico III de Alemania y de Victoria, princesa real, el 24 de mayo de 1888 en la capilla del palacio de Charlottenburg, en Berlín. Su matrimonio no gustó a la reina Victoria, ya que no había sido informada sobre el cortejo hasta que ya habían decidido casarse. En el momento de la ceremonia, el emperador de Alemania, que era tío y suegro de Irene, estaba muriendo de cáncer de garganta, y menos de un mes después de la ceremonia, Guillermo II de Alemania ascendía al trono. Desde un primer momento, la pareja tuvo buena sintonía y eran llamados 'los amigables' debido a las buenas relaciones que mantenían con todos sus parientes. El matrimonio tuvo tres hijos:
| Nombre     | nacimiento              | Muerte                  |
| ---------- | ----------------------- | ----------------------- |
| Waldemar   | 20 de marzo de 1889     | 2 de mayo de 1945       |
| Segismundo | 27 de noviembre de 1896 | 14 de noviembre de 1978 |
| Enrique    | 9 de enero de 1900      | 26 de febrero de 1904   |

## Relaciones familiares
Tuvo un estilo de vida y un código muy victoriano. En 1884, su hermana Isabel se casó con el gran duque Sergio Románov y se convirtió a la fe ortodoxa rusa, algo que no sentó nada bien a Irene. En 1892 su padre, el gran duque Luis IV, murió, siendo sucedido por su hermano Ernesto, y dos años más tarde se casó con la princesa Victoria Melita. Fue en medio de las festividades de esta boda cuando la hermana más joven, Alejandra, aceptó la propuesta de matrimonio del zarévich Nicolás, su primo segundo, y cuando el padre de Nicolás murió en noviembre de 1894, Irene y su marido viajaron a San Petersburgo para estar presentes tanto el entierro del zar Alejandro III de Rusia, como en la boda de Nicolás y Alejandra, que había tomado el nombre de Alejandra Fiódorovna Románova por su conversión a la ortodoxia. A pesar del desacuerdo que tenía sobre la conversión de sus hermanas a la ortodoxia rusa, lo terminó aceptando y manteniendo muy buena relación con ellas.
Irene transmitió la hemofilia a sus hijos, Waldemar y Enrique. El primero de ellos, el príncipe Waldemar, siempre fue un niño muy enfermo, pero logró vivir años. Por el contrario, su hijo más pequeño, el príncipe Enrique, murió a la edad de cuatro años al caer y golpearse la cabeza.  Seis meses después de la muerte de su hijo, la princesa Irene viajó a Rusia a apoyar a su hermana Alejandra por la hemofilia que ella transmitió al zarévich Alekséi Románov. Dos primas suyas, la reina Victoria Eugenia de España y la princesa Alicia de Albany, también dieron a luz a hijos hemofílicos. En 1912, Irene fue un fuerte apoyo para la zarina cuando Alekséi casi murió por complicaciones de su hemofilia en el pabellón de caza de la familia imperial en Polonia.

## Vida posterior
Las relaciones entre Irene y sus hermanas no se interrumpieron durante la Primera Guerra Mundial; ellas seguían en contacto gracias a la, por entonces, princesa Luisa Mountbatten, hija de la princesa Victoria y futura esposa del rey Gustavo VI Adolfo de Suecia. 
Tras la guerra, el káiser Guillermo II abdicó al trono y la familia real de Prusia dejó de gobernar Alemania, pero Irene y Enrique siguieron manteniendo su patrimonio en Hemmelmark, al norte de Alemania. En 1920 apareció en Berlín una chica llamada Anna Anderson que decía ser la gran duquesa Anastasia Nikoláyevna. Irene, que desde 1913 no veía a su sobrina, fue al hospital psiquiátrico donde la joven estaba hospitalizada a comprobar su identidad, pero la negó.
Peter Kurth, uno de los biógrafos de Anna Anderson, publicó cómo el príncipe Segismundo de Prusia formuló varias preguntas a Anderson a través de su tío, el príncipe Federico Ernesto de Sajonia-Altemburgo y afirmó que las respuestas eran muy precisas. El caso de Anna Anderson/Anastasia sembró la discordia entre madre e hijo. A la muerte de su esposo en 1929, Irene intentó acercarse a Segismundo y sus nietos. Pidió que volviesen a Alemania, pero Segismundo se negaba a abandonar Costa Rica. 
En noviembre de 1934, viajó durante unos meses a Costa Rica con su dama de compañía para tratar de convencer a su hijo de que se retractase de su apoyo a Anna Anderson, pero no lo consiguió. En 1938, el proceder de Segismundo con quien afirmaba ser la gran duquesa Anastasia enfadó mucho a Irene, tanto que amenazó con desheredarlo si no se retractaba de una declaración jurada que hizo apoyando el caso de Anderson.
Segismundo y su esposa, Carlota Inés de Sajonia-Altemburgo, decidieron enviar a Alemania a sus dos hijos, el príncipe Alfredo y la princesa Bárbara, y aunque Alfredo regresó a Costa Rica con sus padres, Bárbara se quedó en Alemania. Segismundo se negó a volver a vivir a Alemania tras la Segunda Guerra Mundial. Su otro hijo, Valdemar, se enfermó y murió en 1945 debido a la falta de sangre para una transfusión. 
En 1952, la princesa Irene adoptó a Bárbara y un año después, el 11 de noviembre de 1953, murió, dejando toda su herencia a su nieta/hija, Bárbara.

## Sepultura
El cuerpo de la princesa Irene está enterrado en el mausoleo familiar de Hemmelmark, junto a su esposo y su hijo Enrique. 

## Títulos y tratamientos
Esta tabla aún no está actualizada. Puedes contribuir aportando información sobre títulos y tratamientos de esta persona.

## Órdenes
- Dama de la orden del León Dorado ( Hesse-Darmstadt, 21 de marzo de 1883)[4]
- Dama de segunda clase de la Real Orden de Victoria y Alberto.[5] ( Reino Unido)
- Dama gran cruz de la Orden de Isabel.[6] ( Imperio austrohúngaro)